# Põhja-Tallinn
Põhja-Tallinn, Tallinn Północny – dzielnica Tallinna, stolicy Estonii. Znajduje się na północny zachód od Śródmieścia. Na południu graniczy z Kristiine, a na południowym zachodzie z Haabersti. W Tallinnie Północnym znajduje się Estońska Akademia Morska, Estońska Akademia Sztuki oraz Lennusadam.

## Charakterystyka
Tallinn Północny to dzielnica przemysłowa – część dzielnicy zajmują tory odstawcze Dworca Bałtyckiego, znajduje się tu wiele zakładów przemysłowych oraz osiem portów morskich: Port Meeruse, Port Bekker, Port Rosyjsko-Bałtycki, Port Paljassaare, Port Hundipea, Port Noblessneri, Port Lennusadam i Port Kalasadam. Na półwyspie Paljassaare znajduje się oczyszczalnia ścieków.
W części mieszkalnej dominują chruszczowki, zamieszkiwane w większości przez ludność rosyjskojęzyczną.

## Podział administracyjny

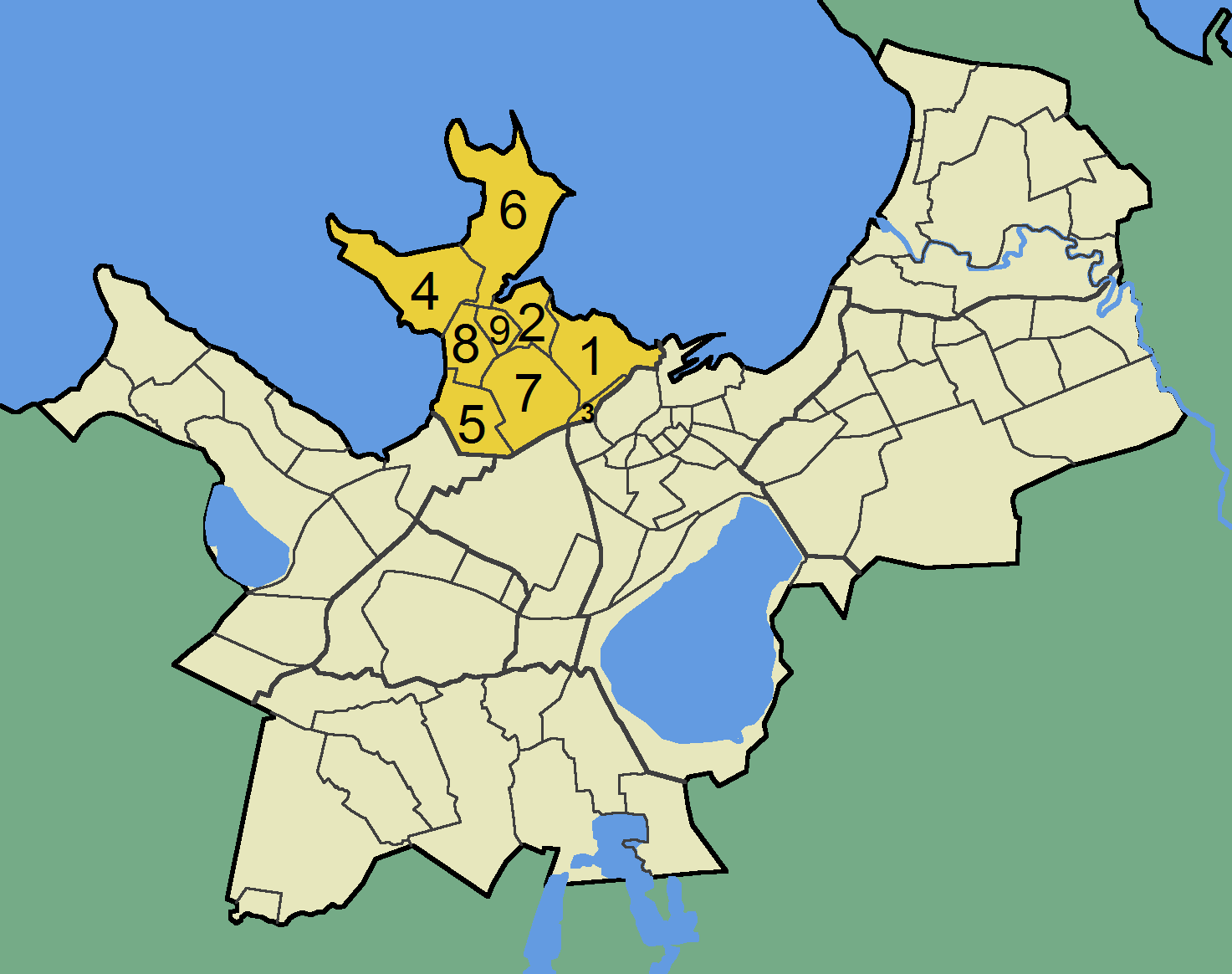
Mapa dzielnicy z ponumerowanymi poddzielnicami

Põhja-Tallinn składa się z 9 poddzielnic:
1. Kalamaja
2. Karjamaa
3. Kelmiküla
4. Kopli
5. Merimetsa
6. Paljassaare
7. Pelgulinn
8. Pelguranna
9. Sitsi

## Demografia
W Tallinnie Północnym mieszka 59 433 osób (stan na 01.01.2020 r.)
| Data    | 01.12.2003 | 01.12.2005 | 01.12.2007 | 01.12.2009 | 01.12.2011 | 01.12.2013 | 01.12.2015 | 01.01.2020 |
| ------- | ---------- | ---------- | ---------- | ---------- | ---------- | ---------- | ---------- | ---------- |
| Ludność | 55 778     | 57 036     | 55 649     | 55 964     | 56 358     | 58 414     | 59 451     | 59 533     |

| Grupa etniczna | udział w % (2020) |
| -------------- | ----------------- |
| Estończycy     | 50,3%             |
| Rosjanie       | 39,3%             |
| Ukraińcy       | 3,9%              |
| Białorusini    | 1,8%              |
| Finowie        | 0,7%              |
| Tatarzy        | 0,3%              |
| Łotysze        | 0,3%              |
| Żydzi          | 0,2%              |
| Inne           | 3,3%              |

## Komunikacja miejska

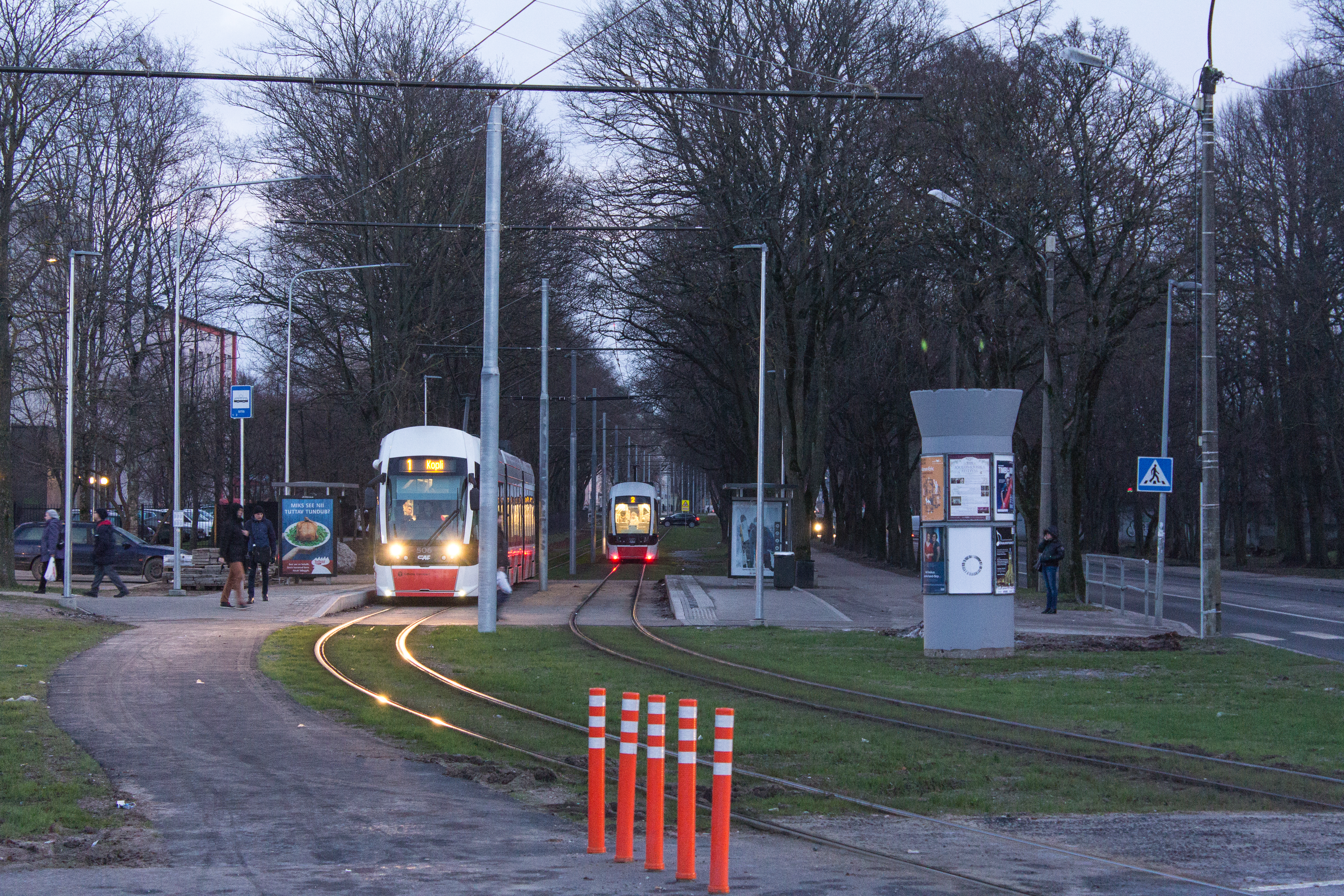
Tramwaj na przystanku Sitsi

Komunikację z resztą miasta zapewniają:
- linia tramwajowa nr 1 (Kopli - Kadriorg)
- linia tramwajowa nr 2 (Kopli - Suur-Paala)
- linia autobusowa nr 3 (Pelguranna - Veerenni)
- linia autobusowa nr 26 (Väike-Õismäe - Paljassaare)
- linia autobusowa nr 33 (Männiku - Kopli)
- linia autobusowa nr 40 (Pelguranna - Viru keskus)
- linia autobusowa nr 59 (Balti jaam - Pikakari)
- linia autobusowa nr 66 (Priisle - Pelguranna)
- linia autobusowa nr 72 (Kopli - Keskuse)
- linia autobusowa nr 73 (Veerenni - Tööstuse)

## Galeria zdjęć

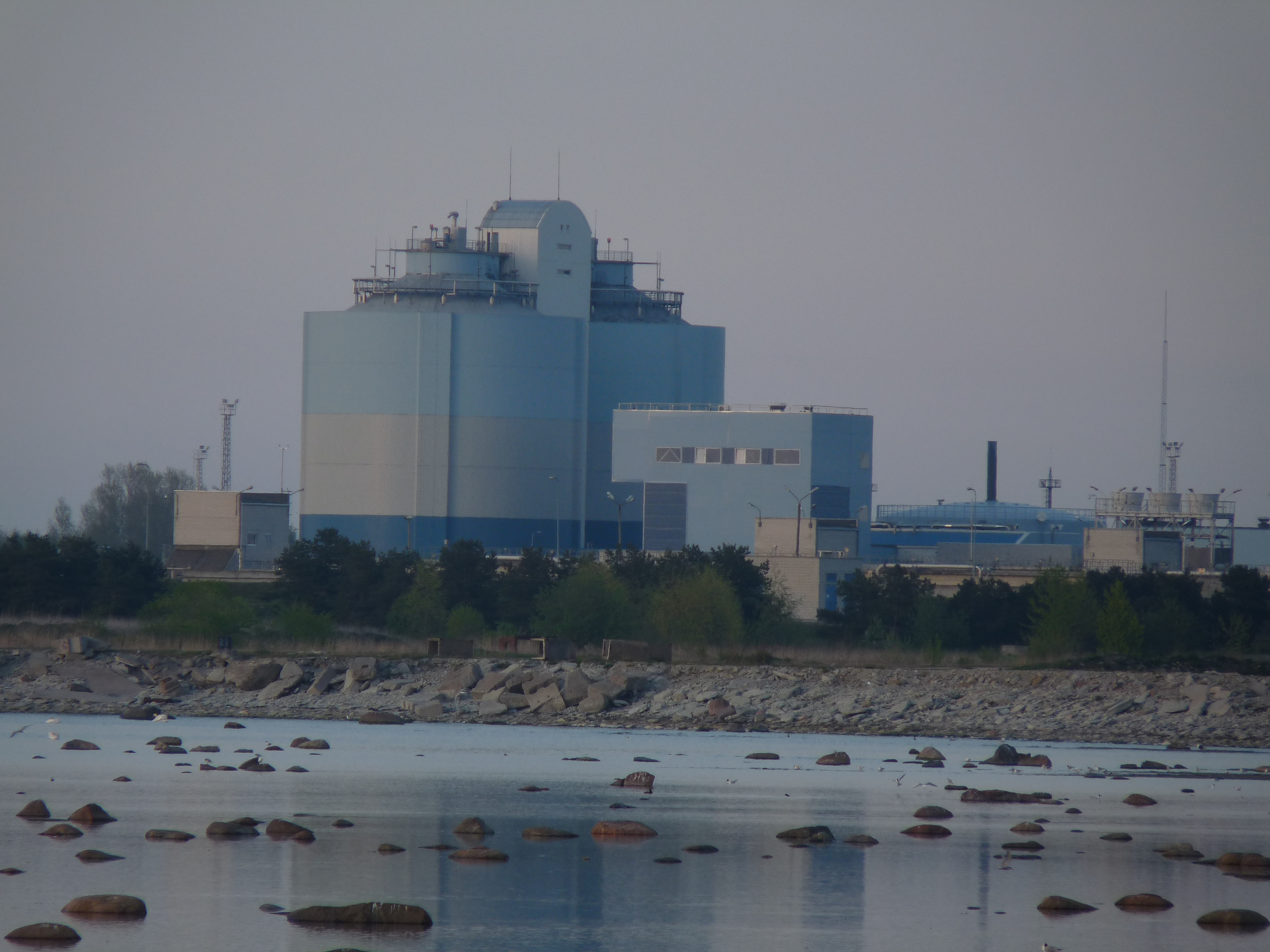
Oczyszczalnia ścieków
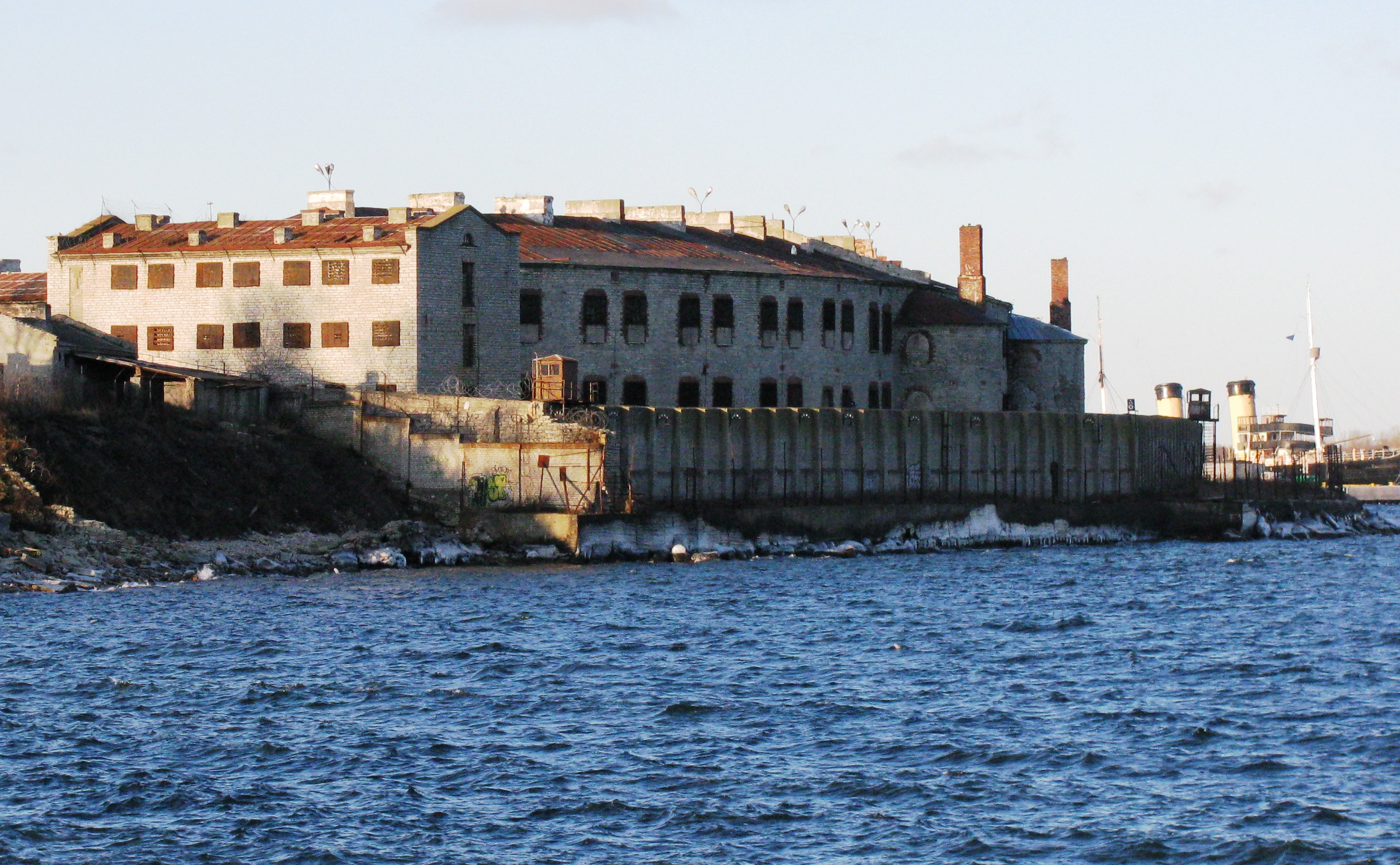
Opuszczone więzienie Patarei
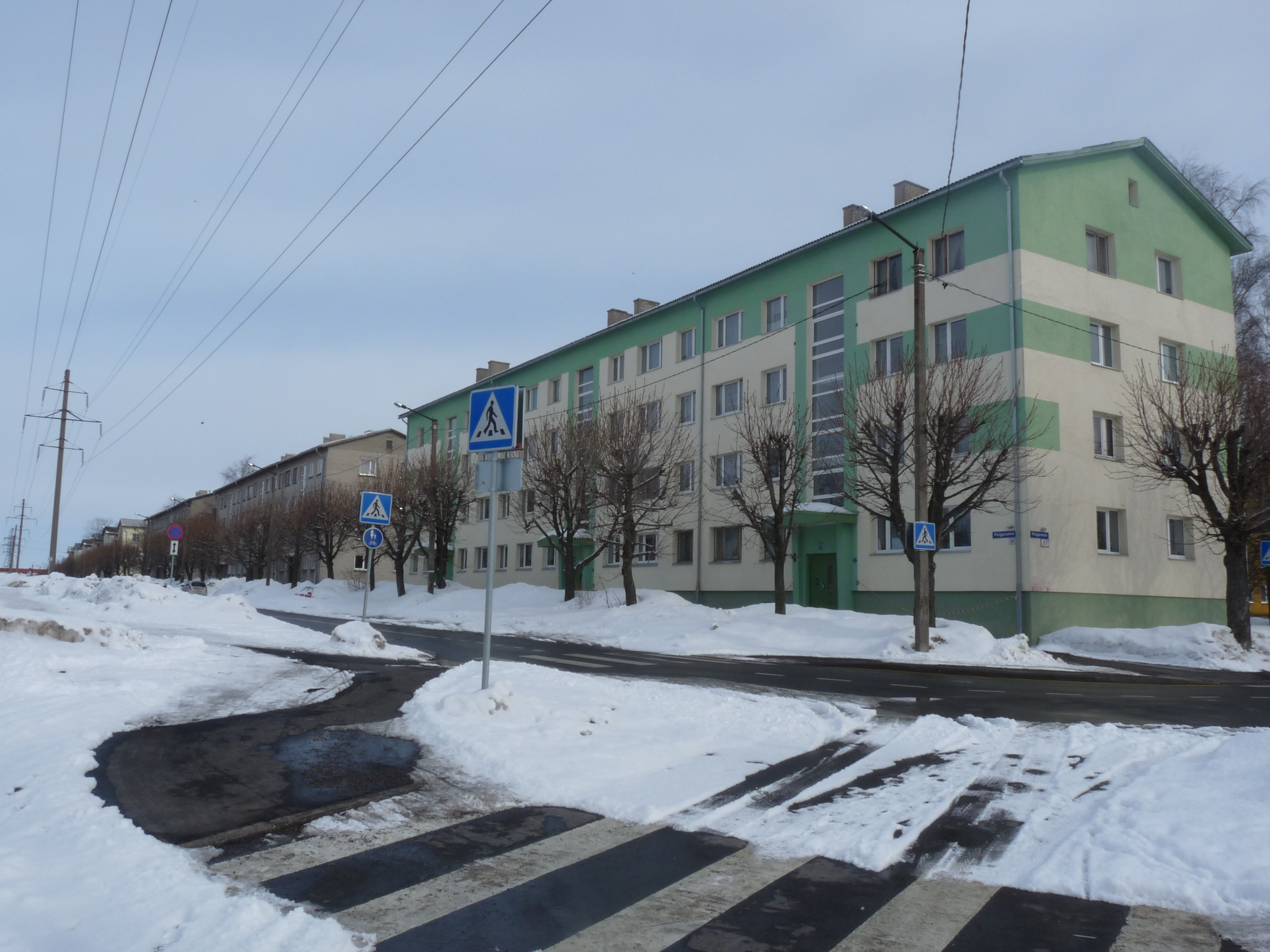
Chruszczowki na Pelgurannie
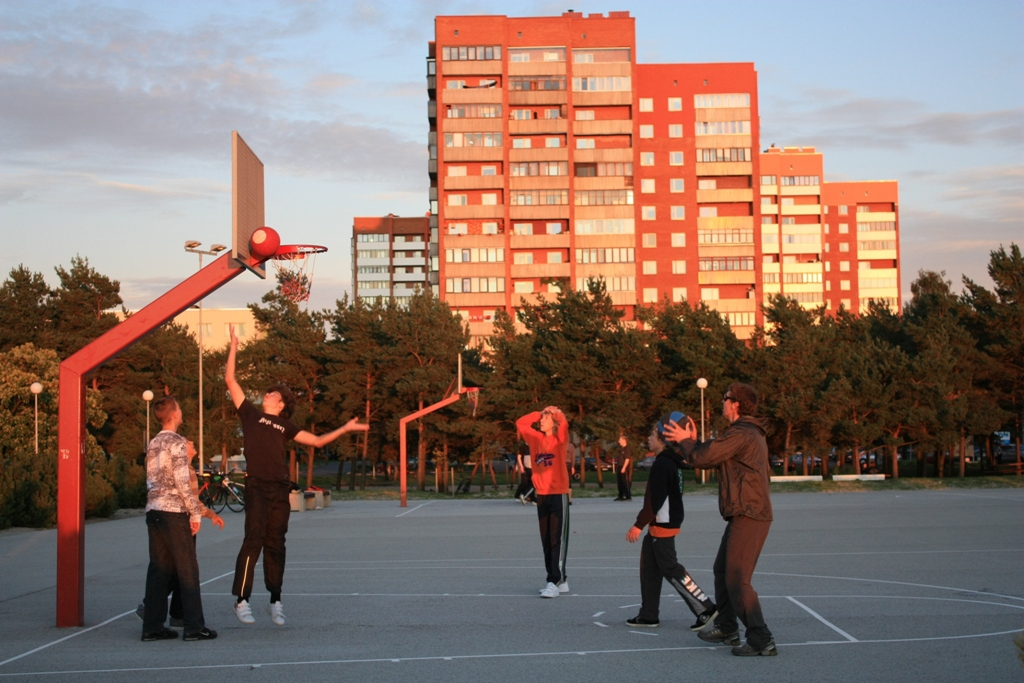
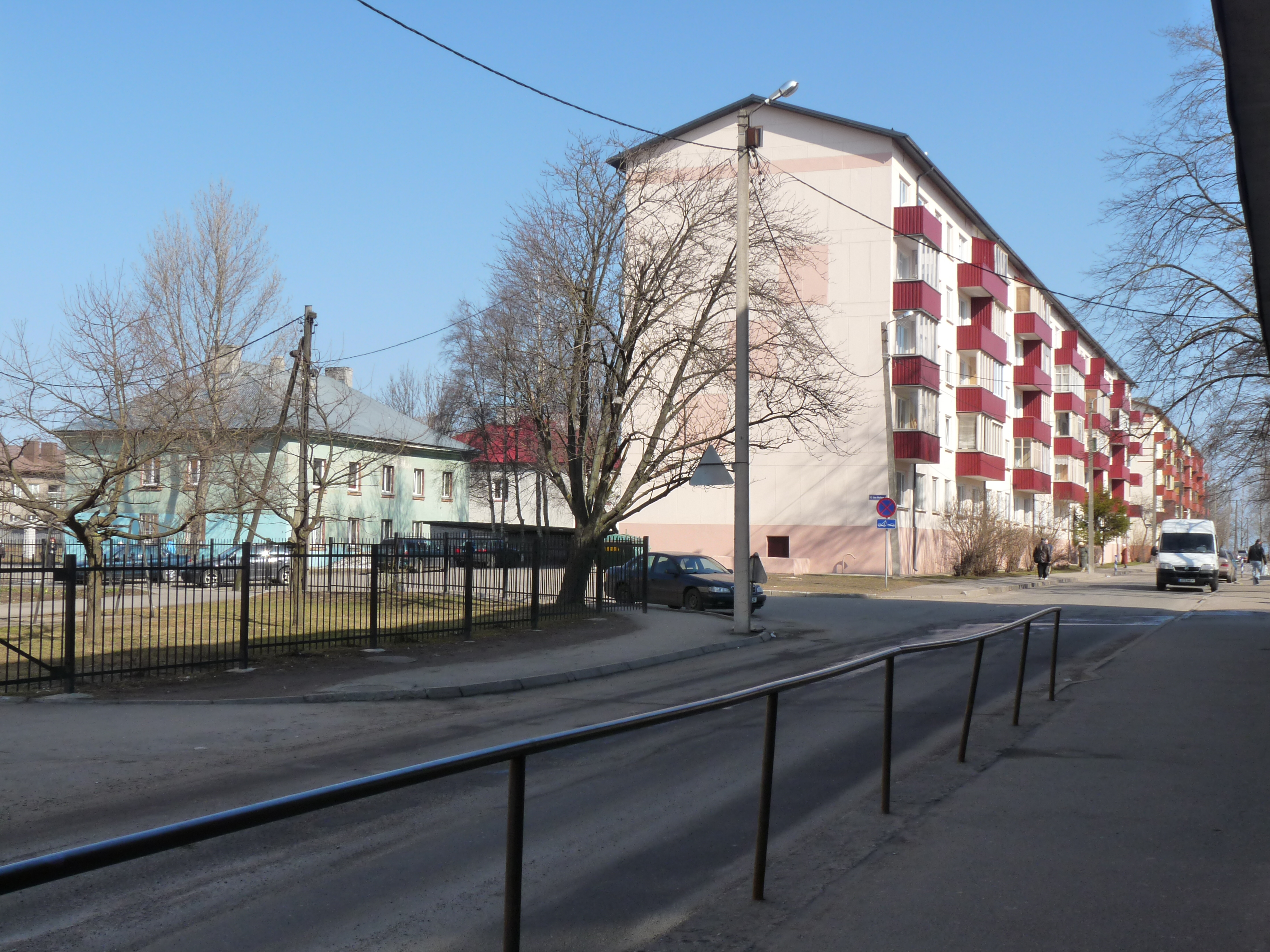
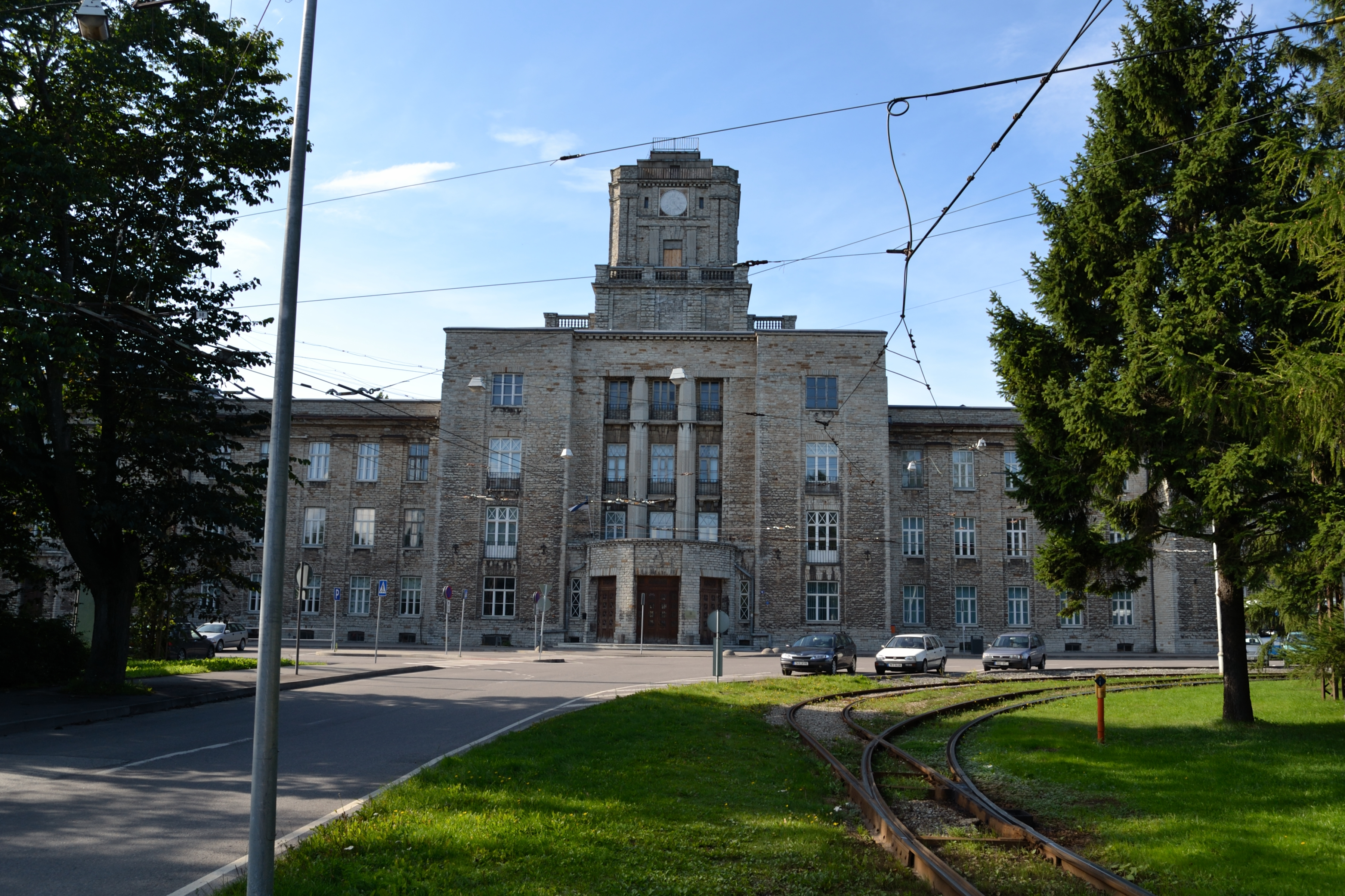